# Репужинці (Чернівецький район)
Репу́жинці — село в Україні, у Кадубовецькій сільській громаді Чернівецького району Чернівецької області.

## Географія
Репужинці розташовані на правому березі Дністра. На північ від села знаходиться найпівнічніша точка Чернівецької області. Саме село не можна вважати найпівнічнішим населеним пунктом області, оскільки крайні житлові будівлі селища Кострижівка знаходяться трішечки північніше, ніж крайні хати села Репужинці. На околиці села проходить автомобільний шлях територіального значення Т 2616.

### Клімат
Репужинці знаходяться в зоні вологого континентального клімату з теплим літом.

## Історія

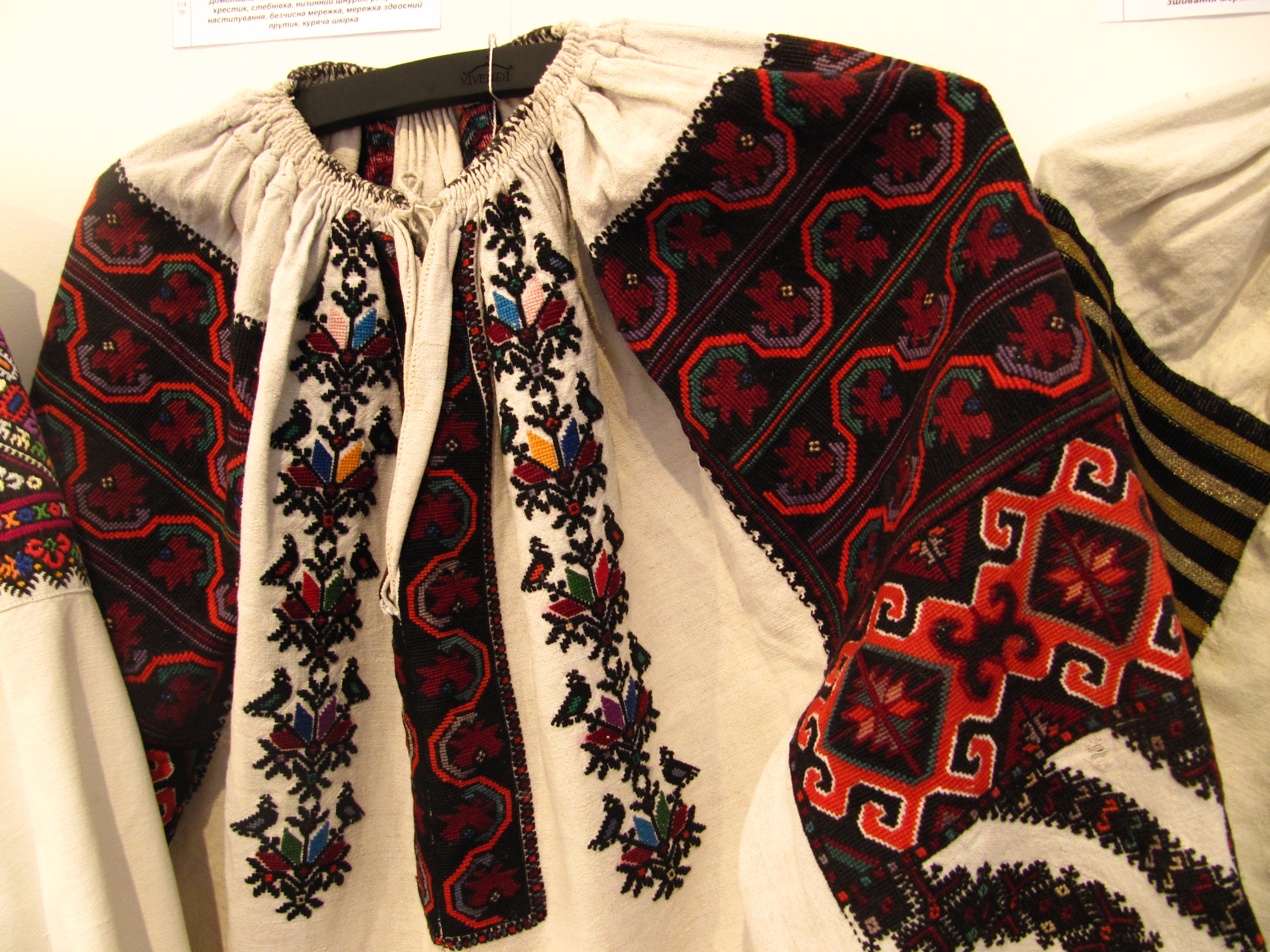
Жіноча сорочка початок ХХ століття село Репужинці

Село засноване у 1353 році паном Аскольдом Репужинецьким.
Пізніше, за татарських нападів село занепало і знову відродилося у 1772 році.
Перша церква (Покровська) у селі була збудована тоді, як у ньому налічувалося 25 дворів і освячена 1791 року. Легенда розповідає, що на Великдень під час освячення кошиків і відправи служби божої на село налетіли турки і прямо біля святині здійснили криваву розправу з жителями села. На території церкви є десяток хрестів які вказують на місце поховання священиків, а також є склеп пам'ятка готичного стилю. Покровська церква є унікальною пам'яткою архітектури яка має глибокі першовитоки, які підкреслюють дуже раннє проникнення православ'я на терені Буковини. Протягом всього існування церква не зазнавала особливих змін. Перероблявся лише інтер'єр. Так після Першої світової війни образи у підрамниках, яким було 50—70 років замінили більш «православнішими». Серед цінних експонатів, які знаходяться в церкві можна побачити унікальні предмети та книги. Євангеліє, видане 1546 року латинською мовою, зберігається у вівтарі церкви.
З 1991 року в складі незалежної України.

## Населення
Згідно з переписом УРСР 1989 року чисельність наявного населення села становила 1774 особи, з яких 814 чоловіків та 960 жінок.
За переписом населення України 2001 року в селі мешкали 1932 особи.

### Мова
Розподіл населення за рідною мовою за даними перепису 2001 року:
| Мова       | Відсоток |
| ---------- | -------- |
| українська | 99,48 %  |
| російська  | 0,41 %   |
| молдовська | 0,10 %   |

## Відомі люди
- Колотило Богдан Георгійович — заслужений працівник сільського господарства України[5].
- Масікевич Василь Євгенович (1975—2015) — солдат Збройних сил України, учасник російсько-української війни.

## Природоохоронні об'єкти
Поблизу села розташовані:
- Репужинські острови
- Деревниця

## Світлини

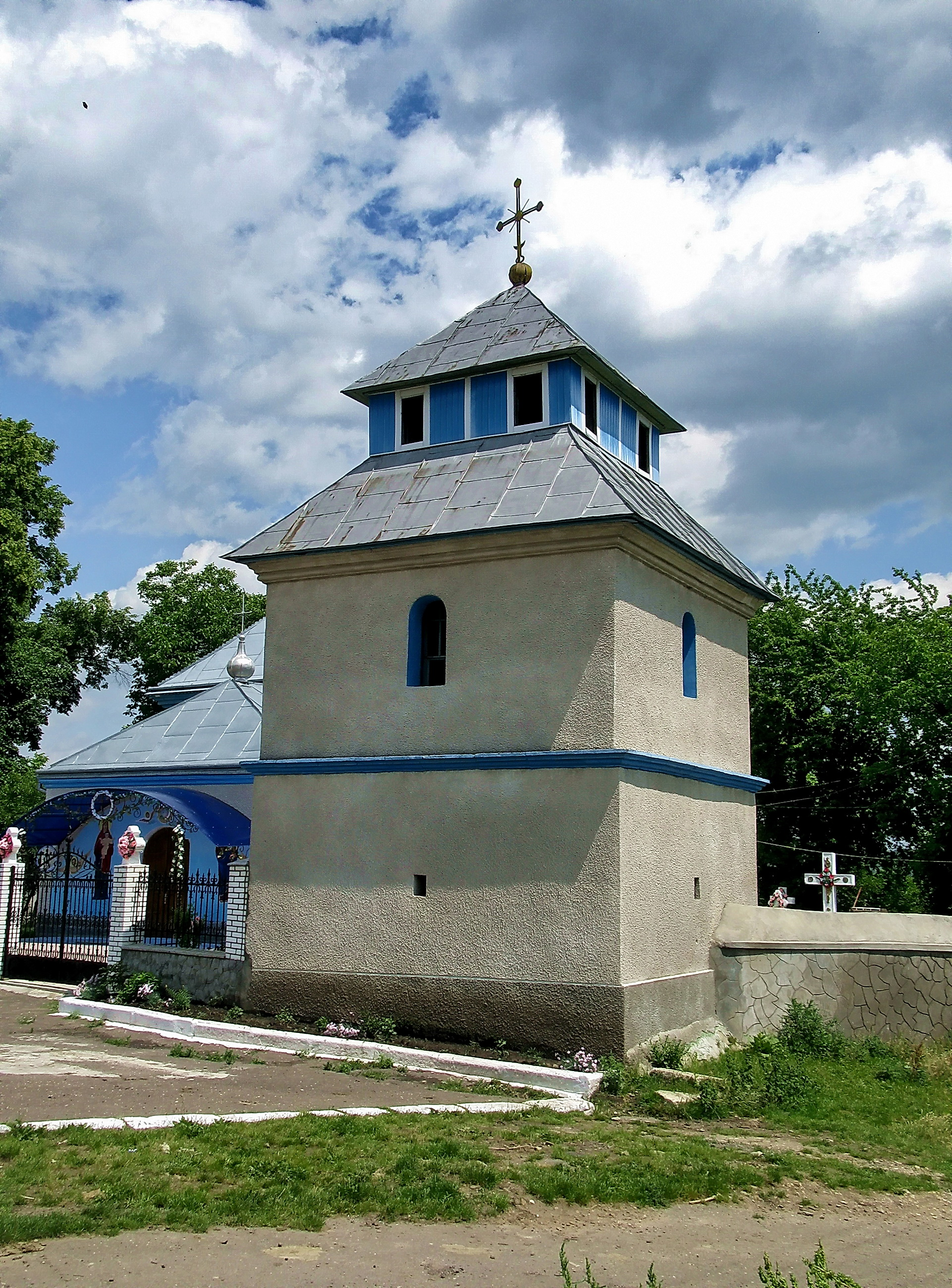
Дзвiниця Покровської церкви
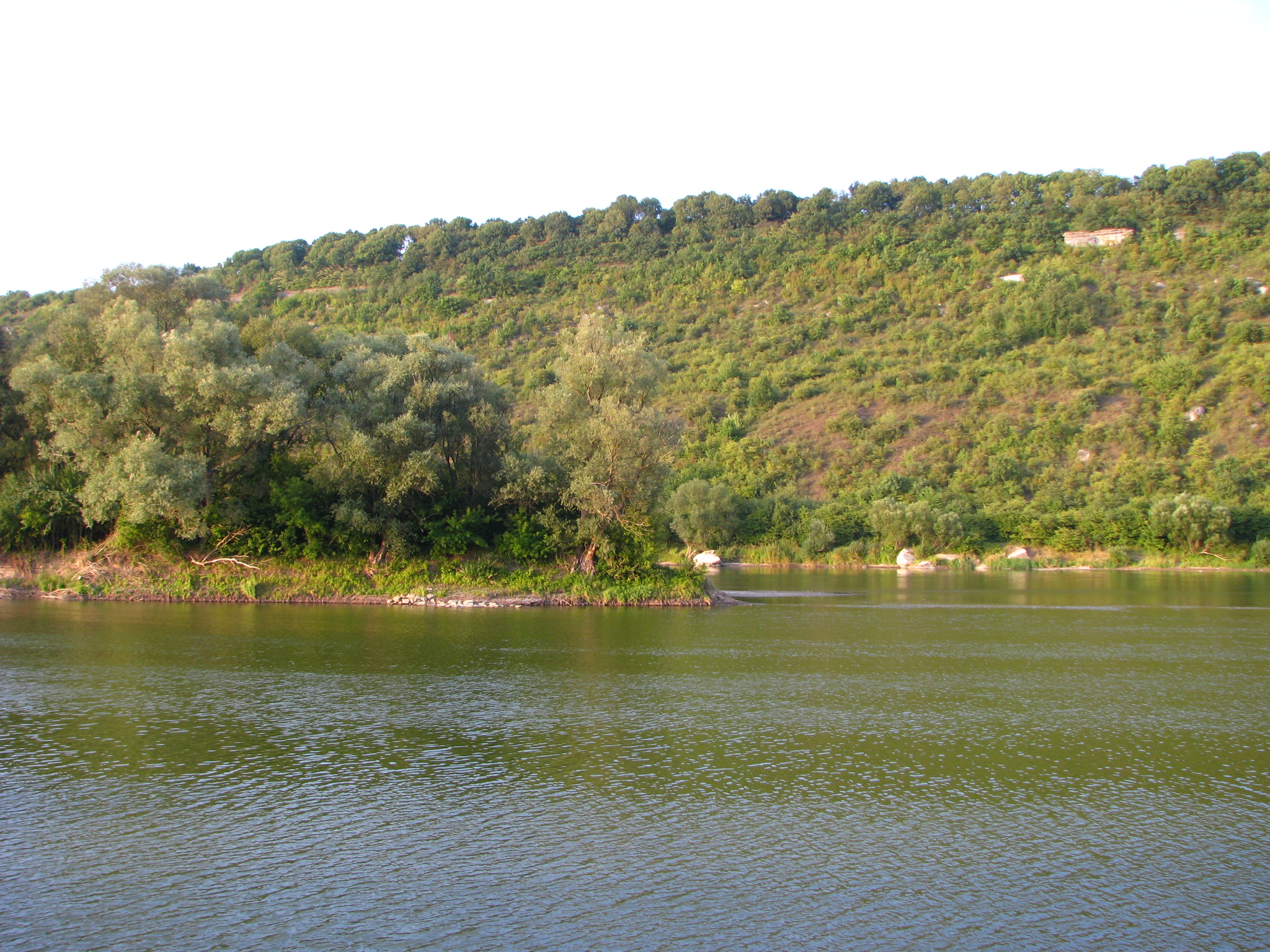
Репужинські острови